# Thomas Lüthi

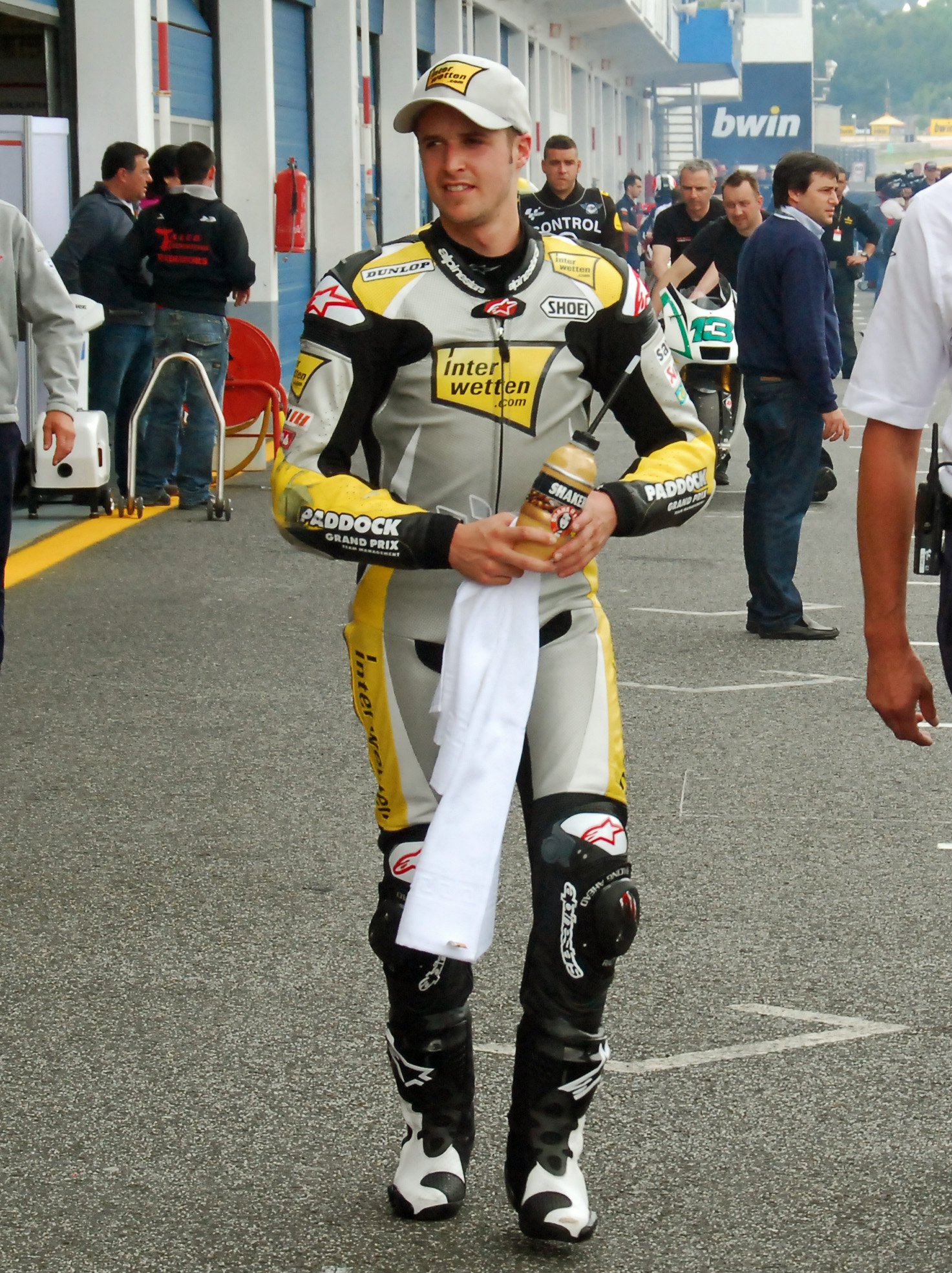
Thomas Luthi 2011 in Estoril

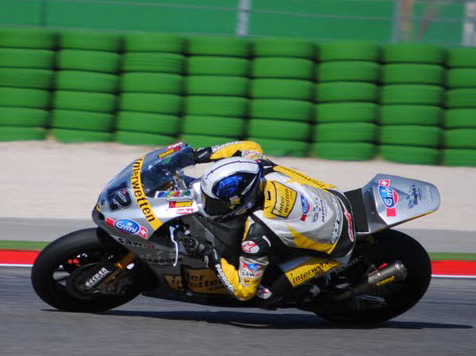
Lüthi 2010 auf Moriwaki

Thomas „Tom“ Lüthi (* 6. September 1986 in Oberdiessbach, Kanton Bern) ist ein ehemaliger Schweizer Motorradrennfahrer, der in der Saison 2005 den Weltmeistertitel in der 125-cm³-Klasse gewann. Heute ist Lüthi als Sportdirektor von PrüstelGP tätig und kümmert sich auch um den Nachwuchsbereich des Teams.

## Biografie
Aufgewachsen in Linden im Emmental, stieg Thomas Lüthi zum ersten Mal als Neunjähriger auf ein Motorrad und startete seine Karriere bei einem Pocket-Bike-Rennen.
Ab 2001 wurde Lüthi bis 2008 von Certina mit Adrian Bosshard finanziell unterstützt.
Seinen ersten Grand-Prix-Sieg in der Motorrad-Weltmeisterschaft feierte Lüthi beim Großen Preis von Frankreich 2005 in Le Mans. Am 6. November 2005 gewann Lüthi in Valencia auf Honda den Weltmeister-Titel in der 125-cm³-Klasse. Er wurde damit der sechst-jüngste Weltmeister der Geschichte. In der Folge wurde er zum Schweizer Sportler des Jahres 2005 gewählt und gewann im Rahmen der Wahl zum Schweizer des Jahres den „Swiss Award“ in der Kategorie Sport. In der Saison 2006 erreichte er als Titelverteidiger den achten Gesamtplatz.
Nach vier vollen Saisons in der Achtelliter-WM beim tschechischen Elit-Grand-Prix-Team, deren Teamchef der Schweizer Daniel Epp war, wechselte Thomas Lüthi 2007 in die 250er-Klasse, was auch einen Wechsel von Honda auf Aprilia bedeutete. Sein Teamkollege wurde der Deutsche Sandro Cortese, der aber in der 125er-WM fuhr. In seinem ersten Jahr in der Viertelliter-Klasse belegte Lüthi in der Saison 2007 mit 133 Punkten den achten Gesamtrang. In der Saison 2008 erreichte er mit einem zweiten und einem dritten Rang seine ersten Podestplätze in der 250-cm³-Klasse und schloss die Saison mit 108 Punkten auf Rang elf ab, die folgende Saison beendete er ohne einen einzigen Podestplatz als Siebter. In der Saison 2010 fuhr Lüthi im Team Interwetten Moriwaki Moto2 von Terrell Thien in der neuen Moto2-Klasse. Insgesamt erreichte er fünf Podiumsplätze und mit 156 Punkten den vierten Gesamtrang. 2011 wechselte das Team auf  Suter. Lüthi blieb dem Team erhalten, holte beim Großen Preis von Malaysia im Qualifying seine erste Pole-Position seit sechs Jahren und gewann am nächsten Tag das Rennen, was seinen ersten Sieg in der mittleren Klasse im 80. Anlauf bedeutet. Das Jahr schloss er als Gesamtfünfter ab. In den nächsten drei Jahren gelangen ihm drei weitere Siege und beendete die Jahre 2012 und 2014 als WM-Vierter.
2015 verband sich seine Mannschaft mit Technomag Racing und wechselte auf Kalex. Erneut holte Lüthi einen Sieg und wurde Fünfter. 2016 gewann Lüthi die Großen Preise von Katar, Großbritannien, Japan und Australien, fuhr 234 Punkte ein, kämpfte bis zum vorletzten Rennen um den Titel und wurde Vizeweltmeister hinter Johann Zarco.
Die Saison 2017 begann Lüthi mit einem zweiten Platz in Katar und einem dritten in Argentinien. Später gewann er den Großen Preis von Tschechien und das Rennen in San Marino. Er stand insgesamt zehnmal auf dem Podium und holte 243 Punkte, am Ende wurde Lüthi erneut Vizeweltmeister hinter Franco Morbidelli.
Zur Saison 2018 wechselte er zu Honda in die MotoGP ins Marc VDS Racing Team (was auch seine 16-jährige Zusammenarbeit mit Paddock/Interwetten beendete), holte jedoch in der gesamten Saison keinen einzigen Punkt.
2019 kehrte Lüthi in die Moto2 zurück, wo er beim Team Dynavolt IntactGP eine Kalex pilotiert. Er gewann den Großen Preis der USA und wurde Gesamtdritter mit 250 Punkten und lediglich zwölf Punkten Rückstand auf Weltmeister Álex Márquez.
Die Saison 2020 war für Lüthi eher durchschnittlich mit einem elften Schlussrang.
Für die Saison 2021 wechselte Lüthi ins Onexox TKKR SAG Team, wo er jedoch bescheidene Resultate erzielte. Am 19. August 2021 gab er den Rücktritt auf Ende Saison bekannt.
Er wohnt mit seiner Familie in Linden. Sein Schwager ist Noah Dettwiler, welcher 2024 in der Moto3 fährt.

## Statistik

### Erfolge
- 2005 – 125-cm³-Weltmeister auf Honda
- 17 Grand Prix-Siege

### Ehrungen
- Schweizer Sportler des Jahres: 2005

### In der Motorrad-Weltmeisterschaft
| Saison | Klasse  | Motorrad | Rennen | Siege | Podien | Poles | Punkte | Ergebnis    |
| ------ | ------- | -------- | ------ | ----- | ------ | ----- | ------ | ----------- |
| 2002   | 125 cm³ | Honda    | 7      | –     | –      | –     | 7      | 27.         |
| 2003   | 125 cm³ | Honda    | 15     | –     | 1      | –     | 68     | 15.         |
| 2004   | 125 cm³ | Honda    | 13     | –     | –      | –     | 14     | 25.         |
| 2005   | 125 cm³ | Honda    | 16     | 4     | 8      | 5     | 242    | Weltmeister |
| 2006   | 125 cm³ | Honda    | 16     | 1     | 1      | –     | 113    | 8.          |
| 2007   | 250 cm³ | Aprilia  | 17     | –     | –      | –     | 133    | 8.          |
| 2008   | 250 cm³ | Aprilia  | 14     | –     | 2      | –     | 108    | 11.         |
| 2009   | 250 cm³ | Aprilia  | 16     | –     | –      | –     | 120    | 7.          |
| 2010   | Moto2   | Moriwaki | 17     | –     | 5      | –     | 156    | 4.          |
| 2011   | Moto2   | Suter    | 17     | 1     | 4      | 1     | 151    | 5.          |
| 2012   | Moto2   | Suter    | 17     | 1     | 6      | 1     | 190    | 4.          |
| 2013   | Moto2   | Suter    | 15     | –     | 6      | –     | 155    | 6.          |
| 2014   | Moto2   | Suter    | 18     | 2     | 4      | –     | 194    | 4.          |
| 2015   | Moto2   | Kalex    | 18     | 1     | 4      | 1     | 179    | 5.          |
| 2016   | Moto2   | Kalex    | 17     | 4     | 6      | 3     | 234    | 2.          |
| 2017   | Moto2   | Kalex    | 16     | 2     | 10     | 1     | 243    | 2.          |
| 2018   | MotoGP  | Honda    | 18     | –     | –      | –     | 0      | 29.         |
| 2019   | Moto2   | Kalex    | 19     | 1     | 8      | –     | 250    | 3.          |
| 2020   | Moto2   | Kalex    | 15     | –     | –      | –     | 72     | 11.         |
| 2021   | Moto2   | Kalex    | 17     | –     | –      | –     | 27     | 22.         |
| Gesamt | Gesamt  | Gesamt   | 317    | 17    | 65     | 12    | 2657   | 1 WM-Titel  |

Grand-Prix-Siege
| Saison | Klasse  | Rennen                                        |
| ------ | ------- | --------------------------------------------- |
| 2005   | 125 cm³ | Frankreich Tschechien Malaysia Australien     |
| 2006   | 125 cm³ | Frankreich                                    |
| 2011   | Moto2   | Malaysia                                      |
| 2012   | Moto2   | Frankreich                                    |
| 2014   | Moto2   | Japan Valencia                                |
| 2015   | Moto2   | Frankreich                                    |
| 2016   | Moto2   | Katar Vereinigtes Konigreich Japan Australien |
| 2017   | Moto2   | Tschechien San Marino                         |
| 2019   | Moto2   | USA-Texas                                     |

Rekorde in der Motorrad-Weltmeisterschaft
- Moto2-Klasse
  - meiste Punkte: 1852
  - meiste Podestplätze: 53
  - meiste schnellste Rennrunden: 18